# Commiphora harveyi
Commiphora harveyi är en tvåhjärtbladig växtart som först beskrevs av Adolf Engler, och fick sitt nu gällande namn av Adolf Engler. Commiphora harveyi ingår i släktet Commiphora och familjen Burseraceae. Inga underarter finns listade i Catalogue of Life.